# Werner Winter (Dompteur)
Werner Winter (* 24. Juli 1924 in Kaisten; † 17. Oktober 2001 in Pratteln) war ein Schweizer Raubtierdompteur. Er war Europas jüngster Raubtierdompteur der 1940er Jahre.
Winter wuchs in einer elfköpfigen Familie als drittältestes Kind auf. Schon in frühester Jugend bekundete er Interesse an Tieren sowie dem Zirkusleben und mit 16 Jahren sah er sich in der Ortschaft Brugg die Schau des Schweizer Circus Knie an. Nach seiner Heimkehr ließ er verlauten nun ab sofort diesem zu folgen, um da zu arbeiten.
Seine Karriere begann beim Circus als Zeltbauer, danach als Platzanweiser und später als Tierpfleger. Dieses Talent und die Liebe zu Tieren wurde gefördert und mit 19 Jahren war er Raubtierdompteur, damals Tierbändiger genannt, mit eigener Show. Zu dieser Zeit nachweisbar der einzige Schweizer Raubtierdompteur, der jüngste seines Faches europa- und wahrscheinlich sogar weltweit.
Es war keine Seltenheit, dass er nachts bei seinen Tieren (Löwen, Tiger, Geparden, Leoparden und Panther) im Käfig schlief, und wenn sie krank waren, pflegte er diese liebevoll. Er brachte es als einer der wenigen Dompteure fertig Raubtiere, direkt aus der Wildnis gekommen (was er jedoch später verurteilte und massiv bekämpfte – sein klarer Standpunkt: Born Free, Live Free, Stay Free!), zu zähmen und dressieren.
Bekannt geworden ist Werner Winter auch mit seinem Löwen Findel-Baby Saida, das zusammen mit dem unzertrennlichen Hundebaby Bill bei ihm handzahm aufwuchs. Einige Zeit später wurde Saida, auf Wunsch von Werner Winter, in Afrika erfolgreich ausgewildert.
Werner Winter trat in seiner Laufbahn in vielen Circus Dynastien auf und wurde u. a. als „Europas Tarzan“ in der Manege gefeiert. Zu Beginn der 1950er Jahre zog er sich bereits aus dem Zirkusleben zurück, doch seine grosse Liebe zu Tieren blieb ihm sein ganzes Leben erhalten.
Zu seinen persönlichen Freundschaften zählte auch diejenige zur Tierforscherin und Schriftstellerin Joy Adamson.